# Siau-Zwergohreule
Die Siau-Zwergohreule (Otus siaoensis) ist eine extrem seltene oder bereits ausgestorbene Eulenart aus der Gattung der Zwergohreulen. Bis 1998 galt sie als Unterart der Manado-Zwergohreule (Otus manadensis). Sie ist endemisch auf der kleinen Insel Siau nördlich von Sulawesi.

## Beschreibung
Die Siau-Zwergohreule sieht der Manado-Zwergohreule sehr ähnlich, ist aber kleiner. Die Länge des einzigen bekannten Exemplars beträgt 17 Zentimeter. Die Flügellänge beträgt 125 mm, die Schwanzlänge 55 mm, die Lauflänge 23 mm und die Schnabellänge 19,9 mm. Der Kopf und die Füße sind relativ groß. Flügel und Schwanz weisen eine feine Bänderung auf.

## Status
Die Siau-Zwergohreule ist nur durch den Holotypus aus dem Jahre 1866 bekannt, der im Museum Naturalis in Leiden aufbewahrt wird. Eine Suche im Jahre 1998 zur Wiederentdeckung der Art schlug fehl, ergab aber gleichzeitig, dass nur noch 50 ha Wald als angemessener Lebensraum vorhanden waren. Aufgrund unbestätigter Berichte der Einheimischen über Zwergohreulen auf Siau wird die Art von der IUCN als „vom Aussterben bedroht“ eingestuft.